# Albert Hauth
(Karl) Albert Hauth, Pseudonym Albert Cutis, (* 30. Mai 1875 in Biberach an der Riss; † 16. Dezember 1929 in Arco, Italien) war ein deutscher Kaufmann, Farmer und Gelegenheitsdichter in Deutsch-Südwestafrika.

## Leben
Albert Hauth war ein Sohn des Biberacher Essigfabrikanten Ernst Hauth und von Ottilie, geb. Baur.
Er war als Kaufmann in Lüderitzbucht tätig und besaß außerdem zwei Farmen im Distrikt von Lüderitz. Vermutlich ist er 1919 von den südafrikanischen Mandatsbehörden aus Südwestafrika repatriiert worden. Mit 55 Jahren verstarb er im Krankenhaus von Arco (Italien). Zuletzt war er wohnhaft in Langenargen am Bodensee, wo sein Bruder, der Fabrikant Friedrich Hauth, lebte. Zeit seines Lebens blieb er unverheiratet.
Seine beiden Gedichtbände veröffentlichte er im Lüderitzbuchter Zeitungsverlag unter dem Pseudonym Albert Cutis, der lateinischen Übersetzung des deutschen Wortes „Haut“.

## Schriften
- Klänge aus Südwest, Lüderitzbucht 1919.
- Pegasus im Wüstensand. Gedichte eines Südwest-Afrikaners, Lüderitzbucht 1919.
- Pegasus im Wüstensand. Gedichte, Leipzig 1922.